# Етнофітотехнологія
Етнофітотехнологія — використання біотехнологій рослин для покращення або посилення притаманних економічних або культурно цінних властивостей рослин, як описано та під впливом етноботаніки.